# Полиция Чикаго
«Поли́ция Чика́го» (англ. Chicago P.D.) — американский полицейский драматический телесериал, созданный Диком Вульфом и являющийся составной частью франшизы «Чикаго». Премьера телесериала состоялась 8 января 2014 года на канале NBC. Сериал посвящен сотрудникам патрульной службы и отдела расследований 21-го участка Департамента полиции Чикаго, которые преследуют виновных в совершении преступлений на городских улицах.
27 февраля 2020 года канал NBC продлил телесериал на восьмой, девятый и десятый сезон. Премьера девятого сезона состоялась 22 сентября 2021 года.
10 апреля 2023 года телеканал NBC продлил телесериал на одиннадцатый сезон. Премьера одиннадцатого сезона телесериала состоялась на NBC 17 января 2024 года.
21 марта 2024 телеканал NBC продлил телесериал на двенадцатый сезон.
5 мая 2025 года сериал был продлен на тринадцатый сезон, его премьера состоится 1 октября 2025 года.

## Сюжет
Сериал «Полиция Чикаго», являющийся спин-оффом сериала «Пожарные Чикаго», рассказывает о работе вымышленного 21-го полицейского участка Департамента полиции Чикаго, в частности, о патрульной службе и отделе расследований, возглавляемом детективом-сержантом Хэнком Войтом (Джейсон Бех). Первые три сезона и первая половина четвёртого сезона посвящены как патрульным, так и сотрудникам отдела расследований, а со второй половины четвёртого сезона внимание переключается на отдел расследований после того как офицер Кевин Этуотер (Ларойс Хоукинс) и офицер Ким Берджесс (Марина Скверсьяти) переходят в этот отдел.

## Актёры и персонажи

### Основной состав
- Джейсон Бех — детектив-сержант Генри «Хэнк» Войт, начальник отдела расследований департамента полиции Чикаго. Несмотря на суровый внешний вид и бескомпромиссный подход к работе полиции, он лоялен к полицейским и детективам, служащим под его руководством, и с сочувствием относится к жертвам преступлений, которые расследует его подразделение. Впервые появляется на экране в «Пожарных Чикаго» в качестве «грязного» полицейского и вступает в конфликт с лейтенантом пожарной службы Чикаго Мэттью Кейси после того, как пьяный сын Войта Джастин устраивает аварию, в результате которой парализован подросток. В эпизоде «Отпусти её» («Let Her Go») «Пожарных Чикаго» выясняется, что на самом деле Войт под видом «грязного копа» участвовал в тайной операции по отлову преступников и нечистых на руку полицейских. До того как возглавить отдел расследований, Войт работал в отделе по борьбе с организованной преступностью. Его отец Ричард был офицером полиции Чикаго, которого убили при исполнении служебных обязанностей. Войт вдовец; его жена Камилла умерла от рака за несколько лет до начала событий сериала. Сын Войта Джастин служил в армии и был убит в последнем эпизоде третьего сезона, пытаясь помочь другу. Хэнк проявил интерес к Эрин Линдси, когда той было 15 лет, и воспитал её как свою дочь.
- Джон Седа — старший детектив Антонио Доусон (сезоны 1-6), детектив отдела расследований. У него и его бывшей жены Лоры двое детей: Диего и Ева. Антонио — старший брат Габриэлы «Габби» Доусон из «Пожарных Чикаго». В четвертом сезоне ему предлагают работу в государственной прокуратуре в качестве ведущего следователя, и он принимает приглашение (сериал «Правосудие Чикаго»). Разочаровавшись в работе, он возвращается в отдел в первом эпизоде пятого сезона. В шестом сезоне Антонио пытается восстановиться после травмы плеча и борется с зависимостью от оксикодона, который он принимает от боли. Находясь под кайфом, Антонио убивает наркодилера из чувства мести. В седьмом сезоне выясняется, что Войт поместил Антонио в реабилитационную клинику, чтобы привести его в порядок. Впоследствии становится известно, что Антонио подал в отставку и переехал в Пуэрто-Рико, чтобы проводить больше времени со своей семьей.
- София Буш — детектив Эрин Линдси (сезоны 1-4), детектив отдела расследований и бывшая осведомительница, которую Войт взял под свое крыло, когда она была несовершеннолетним правонарушителем. Из-за этого у неё самые тесные отношения с Войтом в отдел. У нее есть сводный брат, Тедди Кортни, который в тринадцать лет попал в круг педофилов, а 10 лет спустя был обнаружен в Нью-Йорке. Эрин состояла в отношениях со своим партнером Джеем Холстедом со второго по четвертый сезон. В конце четвертого сезона Линдси обвиняют в нападении после того, как она сунула пистолет в горло педофила в комнате для допросов. Перед угрозой увольнения из полиции она принимает предложение о работе в ФБР в Нью-Йорке и покидает Чикаго.
- Джесси Ли Соффер — детектив Джей Холстед, детектив отдела расследований, который был партнером детектива Линдси. Бывший армейский рейнджер. Он уверен в своих силах и отличается дерзким поведением. Он также страдает от посттравматического стрессового расстройства, которое постепенно проявляется в течение 5-го сезона, а затем ищет терапию для него. Он является старшим братом доктора Уилла Холстеда из «Медиков Чикаго». Джей состоял в отношениях со своей партнершей Эрин Линдси со второго сезона, пока она не перешла в ФБР в Нью-Йорке в конце 4 сезона.
- Патрик Джон Флугер — Адам Рузек, младший офицер полиции, завербованный Олинским прямо из Академии полиции для работы под прикрытием. Его родители развелись, и жил то со своим отцом «Диско Бобом» Рузеком (Джек Коулман), патрульным офицером 26-го участка, который живет в Беверли, то со мамой в Канаривилле. Был помолвлен с офицером полиции Ким Бёрджесс.
- Марина Скверсьяти — офицер Ким Бёрджесс, бывшая стюардесса, ставшая патрульным офицером и партнером Этуотера. Была партнером Шона Романа до его отъезда. Бёрджесс была помолвлена с Адамом Рузеком, но затем они разорвали отношения. Позже у неё появились чувства к Роману, однако тот переехал в Сан-Диего. В четвертом сезоне ей предлагают работу в разведке, которую она принимает.
- Ларойс Хокинс — офицер Кевин Этуотер, патрульный офицер, бывший партнер Бёрджесс, который затем получил повышение и перевод в отдел расследований.
- Арчи Као — детектив Шелдон Джин (сезон 1), эксперт по технологиям и наблюдению. Выяснилось, что он является «кротом», работающий на сержанта отдела внутренних расследований Эдвина Стиллвелла, который имеет рычаги давления на него. Джин был найден убитым в финале первого сезона.
- Элиас Котеас — детектив Элвин Олински (сезоны 1-5), офицер под прикрытием и друг Войта, который ранее работал вместе с Войтом в отделе по борьбе с организованной преступностью. До присоединения к отделу Олински служил в 173-й воздушно-десантной бригаде, базирующейся в Виченце, Италия. Олински упоминает в серии «Called in Dead», что у него восемь подтвержденных убийств при исполнении служебных обязанностей. В конце пятого сезона Олински арестуют за убийство Кевина Бингхэма, убившего сына Войта Джастина. Олински был зарезан в тюрьме в ожидании суда.
- Эми Мортон — сержант Труди Платт (сезон 2 — настоящее время; повторяющаяся роль в первом сезоне), дежурный комендант 21-го участка и непосредственный начальник патрульных офицеров. До прихода на работу была офицером патрульной полиции и работала с детективом Доусоном. Она дважды сдавала экзамен на детектива. Сержант Платт также является постоянным персонажем «Пожарных Чикаго» в качестве жены пожарного Рэнди «Мауча» Макхолланда .
- Брайан Герати — офицер Шон Роман (сезоны 2-3; гостевая роль в седьмом сезоне), патрульный офицер, который становится напарником Бёрджесс после перевода из 31-го в 21-й участок. Он переходит на новое место из-за своих отношений с Дженн Кэссиди, офицером К-9, чтобы избежать нарушения правил. У него есть собственная частная охранная компания. После ранения при исполнении служебных обязанностей Роман не может вернуться в патруль, подает в отставку и решает поступить в полицейское управление Сан-Диего.
- Трэйси Спиридакос — детектив Хейли Аптон (сезоны 5 — 11; повторяющаяся роль в четвёртом), бывший детектив по расследованию убийств и замена Эрин Линдси после её отъезда в Нью-Йорк. В 7 сезоне переводят в полевой офис ФБР в Нью-Йорк, что временно замещать агента под прикрытием. У нее прекрасные отношения со своими информаторами, и она делает все возможное, чтобы защитить их. Несмотря на временный перевод в ФБР, возвратившись она становится правой рукой сержанта Войта. Была замужем за свои напарником Джеем Холстедом. Однако они развелись в конце 11-го сезона. Пережив несколько травмирующих событий в 10-м и 11-м сезонах, включая спасение Войта от серийного убийцы в конце последнего сезона, она покидает полицию Чикаго, чтобы начать все заново.
- Лиссет Чавес — офицер Ванесса Рохас (сезон 7), новичок в отделе расследований и замена Антонио Доусона после его отставки. Ранее работала в отделе операций под прикрытием.
- Бенджамин Леви Агилар — офицер Данте Торрес (сезон 10 —  настоящее время; сезон 9 — гостевая роль), новичок, которого взял под крыло Джей Холстед. Позднее присоединился к отделу расследований.

| Джейсон Бех           | Генри «Хэнк» Войт | Сержант          | Главная роль | Главная роль | Главная роль | Главная роль | Главная роль | Главная роль | Главная роль  | Главная роль | Главная роль | Главная роль |              |              |              |
| Джон Седа             | Антонио Доусон    | Старший детектив | Главная роль | Главная роль | Главная роль | Периодически | Главная роль | Главная роль |               |              |              |              |              |              |              |
| София Буш             | Эрин Линдсей      | Детектив         | Главная роль | Главная роль | Главная роль | Главная роль |              |              |               |              |              |              |              |              |              |
| Джесси Ли Соффер      | Джей Холстед      | Детектив         | Главная роль | Главная роль | Главная роль | Главная роль | Главная роль | Главная роль | Главная роль  | Главная роль | Главная роль | Главная роль |              |              |              |
| Патрик Джон Флугер    | Адам Рузек        | Офицер полиции   | Главная роль | Главная роль | Главная роль | Главная роль | Главная роль | Главная роль | Главная роль  | Главная роль | Главная роль | Главная роль | Главная роль | Главная роль |              |
| Марина Скверсьяти     | Ким Берджесс      | Офицер полиции   | Главная роль | Главная роль | Главная роль | Главная роль | Главная роль | Главная роль | Главная роль  | Главная роль | Главная роль | Главная роль | Главная роль | Главная роль |              |
| Ларойс Хоукинс        | Кевин Этуотер     | Детектив         | Главная роль | Главная роль | Главная роль | Главная роль | Главная роль | Главная роль | Главная роль  | Главная роль | Главная роль | Главная роль | Главная роль | Главная роль |              |
| Элиас Котеас          | Элвин Олински     | Старший детектив | Главная роль | Главная роль | Главная роль | Главная роль | Главная роль |              |               |              |              |              |              |              |              |
| Эми Мортон            | Труди Платт       | Сержант          | Периодически | Главная роль | Главная роль | Главная роль | Главная роль | Главная роль | Главная роль  | Главная роль | Главная роль | Главная роль | Главная роль | Главная роль | Главная роль |
| Брайан Герати         | Шон Роман         | Офицер полиции   |              | Главная роль | Главная роль |              |              |              | Гостевая роль |              |              |              |              |              |              |
| Трэйси Спиридакос     | Хейли Аптон       | Детектив         |              |              |              | Периодически | Главная роль | Главная роль | Главная роль  | Главная роль | Главная роль | Главная роль |              |              |              |
| Лиссетт Чавес         | Ванесса Рохас     | Детектив         |              |              |              |              |              |              | Главная роль  |              |              |              |              |              |              |
| Бенджамин Леви Агилар | Данте Торрес      | Офицер           |              |              |              |              |              |              |               |              | Периодически | Главная роль | Главная роль |              |              |

## Эпизоды
| Сезон | Сезон | Эпизоды | Оригинальная дата показа | Оригинальная дата показа | Рейтинг Нильсена | Рейтинг Нильсена    |
| Сезон | Сезон | Эпизоды | Премьера сезона          | Финал сезона             | Ранк             | Зрители в США (млн) |
| ----- | ----- | ------- | ------------------------ | ------------------------ | ---------------- | ------------------- |
|       | 1     | 15      | 8 января 2014            | 21 мая 2014              | 55               | 8.03                |
|       | 2     | 23      | 24 сентября 2014         | 20 мая 2015              | 51               | 8.74                |
|       | 3     | 23      | 30 сентября 2015         | 25 мая 2016              | 47               | 8.71                |
|       | 4     | 23      | 21 сентября 2016         | 17 мая 2017              | 36               | 8.48                |
|       | 5     | 22      | 27 сентября 2017         | 9 мая 2018               | 24               | 10.32               |
|       | 6     | 22      | 26 сентября 2018         | 22 мая 2019              | 18               | 10,80               |
|       | 7     | 20      | 25 сентября 2019         | 15 апреля 2020           | 11               | 11.23               |
|       | 8     | 16      | 11 ноября 2020           | 26 мая 2021              | 10               | 9.73                |
|       | 9     | 22      | 22 сентября 2021         | 25 мая 2022              | 10               | 9.18                |
|       | 10    | 22      | 21 сентября 2022         | 24 мая 2023              | 11               | 8.27                |
|       | 11    | 13      | 17 января 2024           | 22 мая 2024              | 13               | 7.87                |
|       | 12    | 22      | 25 сентября 2024         | 21 мая 2025              | TBA              | TBA                 |

## Производство

### Разработка
27 марта 2013 года телеканал NBC объявил о разработке сериала, являющегося спин-оффом «Пожарных Чикаго», а его персонажи были введены в оригинальный сериал «Пожарные Чикаго» ближе к концу сезона. 10 мая канал дал пилоту зелёный свет и включил шоу в свой график на сезон 2013—2014 годов.
8 мая 2018 года NBC продлил сериал на шестой сезон, премьера которого состоялась 26 сентября 2018 года.
27 февраля 2019 года канал NBC продлил сериал на седьмой сезон. Премьера седьмого сезона состоялась 25 сентября 2019 года. 27 февраля 2020 года канал NBC продлил телесериал на восьмой, девятый и десятый сезон.

## Приём критиков
Основываясь на 22 отзывах Metacritic выставил телесериалу оценку в 50 баллов.
 Также сериал получил положительные отзывы от Entertainment Weekly, New York Times, Variety.